# Barbara Schablinski
Barbara Schablinski, geb. Barbara Trescher (* 11. Mai 1941 in Sondershausen) ist eine deutsche Journalistin. Sie war von 1987 bis 1990 Chefredakteurin der Zeitschrift „Freie Welt“ in der DDR.

## Leben
Barbara Schablinski, Tochter eines Postangestellten, besuchte die Grund- und die Oberschule. Sie war zunächst von 1959 bis 1960 als Arbeiterin im  VEB Braunkohlenkombinat Hoyerswerda beschäftigt. Von 1960 bis 1961 war sie Praktikantin bei der SED-Bezirkszeitung „Das Volk“ in Erfurt und wurde während dieser Zeit 1961 Mitglied der Sozialistischen Einheitspartei Deutschlands (SED). Ein Studium von 1961 bis 1965 an der Sektion Journalistik der Karl-Marx-Universität Leipzig schloss sie als Diplomjournalistin ab. Anschließend arbeitete sie von 1966 bis 1971 mit ihrem Mann Rolf Schablinski als Redakteurin im ADN-Büro in Bonn. Nach einer Vorbereitung 1971/72 auf ihren Auslandseinsatz war sie von 1972 bis 1975 als ADN-Korrespondentin in Moskau tätig. Im Jahr 1975 begann sie als Redakteurin bei der Zeitschrift „Freie Welt“. 1984/85 besuchte sie die Parteihochschule „Karl Marx“ und stieg 1986 zur 1. Stellvertreterin des Chefredakteurs der Zeitschrift auf. Von 1987 bis 1990 war sie schließlich als Nachfolgerin von Joachim Umann Chefredakteurin der „Freie Welt“. Sie war ab 1986 Mitglied des Zentralvorstandes und von 1988 bis 1989 Mitglied des Sekretariats des Zentralvorstandes der Gesellschaft für Deutsch-Sowjetische Freundschaft (DSF). Nach 1990 war sie Mitarbeiterin bei der „Berliner Zeitung“.